# Oxyporus maxillosus
Oxyporus maxillosus — вид жуків родини жуків-хижаків (Staphylinidae). Поширений в Європі та Азії.

## Опис
Тіло завдовжки 7-12 мм. Голова трохи ширша грудей, майже округла. Очі порівняно маленькі, знаходяться біля передніх кутів голови. Скутеллум (щиток) маленький. Надкрила майже квадратні, ширші грудей; кути надкрил закруглені. Крила великі. Ширина черевця майже дорівнює ширині надкрила, і в два рази довша довжини надкрила; боки черевця тонкі і підняті; вершина черевця різко звужена. Ноги досить короткі. Лапки у обох статей прості, короткі і пятічленисті; перші чотири членика короткі, п'ятий членик по довжині, як чотири попередні разом узяті.
Вусики булавоподібні, з волосками, не довші від голови, розташовані близько до очей і біля основи мандибул. Вони складаються з 11 члеників; базальний членик довший і товщий чотирьох наступних члеників, другий і третій членики подовжені, четвертий і п'ятий мають слабку трикутну форму, інші — формують овальну булаву. Булава складається з чашоподібних члеників, крім півсферичного останнього членика, що має на вершині сплющення.
Лябрум (верхня губа) перетинчастий, майже квадратний, посередині глибоко і гостро зазубрений, війчастий. Мандибули довгі і витягнуті вперед, вигнуті, загострені. Максили обмежені подовженою розширеною округлою часткою; опушені до вершини, з субланцетоподібними віями у внутрішній стороні. Щупики довші максил, чотирьохчленикові, базальний членик маленький, другий — довший першого, третій — коротше першого, обидва останні булавоподібні, з декількома щетинками біля вершини, четвертий членик трохи довший третього, вужчий і подовжено-овальний .
Ментум (підборіддя) широкий біля основи, звужується і біля вершини роздвоєний. Лябіум (нижня губа) вузький, біля вершини у волосках; по обидва боки наявні щупики.

## Спосіб життя
Живуть в тих місцях, де ростуть маслюки. Живиться м'якоттю гриба, утворюючи на землі під вхідним отвором в гриб гірку тирси .